# Hanguana
Hanguana — рід квіткових рослин із дюжиною відомих видів. Це єдиний рід родини Hanguanaceae.
Система APG IV 2016 року визнає таку родину та розміщує її в порядку Commelinales, в кладі комелінід, в однодольних (не змінюється в порівнянні з системою APG III 2009 року та системою APG II 2003 року. Це являє собою невелику зміну в порівнянні з системою APG 1998 року, яка залишила Hanguanaceae нерозміщеними щодо порядку, але віднесла їх до тих самих клад. Родина складається з дуже небагатьох видів багаторічних тропічних рослин у Шрі-Ланці, Південно-Східній Азії, Новій Гвінеї, Мікронезії та північній Австралії.
Наразі прийняті види:
1. Hanguana bakoensis Siti Nurfazilah, Sofiman Othman & P.C.Boyce
2. Hanguana bogneri Tillich & E.Sill
3. Hanguana exultans Siti Nurfazilah, Mohd Fahmi, Sofiman Othman & P.C.Boyce
4. Hanguana kassintu Blume
5. Hanguana loi Mohd Fahmi, Sofiman Othman & P.C.Boyce
6. Hanguana major Airy Shaw
7. Hanguana malayana (Jack) Merr.
8. Hanguana neglecta ?
9. Hanguana nitens Siti Nurfazilah, Mohd Fahmi, Sofiman Othman & P.C.Boyce
10. Hanguana pantiensis Siti Nurfazilah, Mohd Fahmi, Sofiman Othman & P.C.Boyce
11. Hanguana podzolica Siti Nurfazilah, Mohd Fahmi, Sofiman Othman & P.C.Boyce
12. Hanguana stenopoda Siti Nurfazilah, Mohd Fahmi, Sofiman Othman & P.C.Boyce